# Jean de Nully
Jean de Nully (né vers 1197 - † vers 1260) est seigneur de Nully au début du XIIIe siècle puis devient le premier baron de Passavant et maréchal héréditaire d'Achaïe. Il est le fils de Vilain de Nully, seigneur de Nully, et d'Ada de Montmirail.

## Biographie
Il participe à la Cinquième croisade et est présent au siège de Damiette où il combat aux côtés de Jean de Brienne. Certains auteurs du XIXe siècle affirment à tort qu'il est mort durant ce siège.
Avant 1220, il arrive ensuite dans le Péloponnèse afin de soutenir son cousin Geoffroi Ier de Villehardouin, prince d'Achaïe. Il y établit la forteresse de Passavant, dont le nom dérive probablement de passe avant, cri de guerre ou devise de sa famille. Le château devient ensuite le siège de la baronnie de Passavant, dernière des douze baronnies laïques de la principauté d'Achaïe. C'était une force militaire importante, car il surveillait les Maniots, peuple indiscipliné, ainsi que les Mélinges, peuple slave du mont Taygète.
Jean de Nully est également nommé maréchal héréditaire d'Achaïe.

## Mariage et enfants
Il épouse une sœur de Gautier de Rosières, premier baron d'Akova, dont il a un enfant :
- Marguerite de Nully, qui épouse en premières noces Gilbert d'Escors, tué à la bataille du mont Karydi en 1258. Veuve, elle épouse en secondes noces Jean de Saint-Omer, frère de Nicholas II de Saint-Omer, seigneur de Thèbes, dont elle a un enfant (Nicholas III de Saint-Omer)

## Confusions historiques
L'abbé Arthur Prévost a écrit que Jean de Nully était mort lors du siège de Damiette, mais il s'agit d'une erreur.
L'historien allemand Karl Hopf a émis l'hypothèse que Jean de Nully avait été suivi par un autre chevalier du même nom, mais l'historien Antoine Bon a réfuté cette théorie.

## Source
- Chronique de Morée
- Antoine Bon, La Morée franque. Recherches historiques, topographiques et archéologiques sur la principauté d’Achaïe, 1969.